# Phytomyza anemonivora
Phytomyza anemonivora är en tvåvingeart som beskrevs av Spencer 1969. Phytomyza anemonivora ingår i släktet Phytomyza och familjen minerarflugor.
Artens utbredningsområde är Ontario. Inga underarter finns listade i Catalogue of Life.